# Statens byggnadslånebyrå
Statens byggnadslånebyrå var en svensk myndighet som inrättades 1933 för att stimulera nybyggnationen av bostäder i landet.
Bakgrunden var de åtgärder som regeringen under hösten 1932 tog fram för att komma till rätta med den rådande arbetslösheten. Det gällde att snabbt öka sysselsättningen, samtidigt som det fanns ett stort behov av att förbättra de dåliga bostadsförhållandena. Bostadsbyggandet var också ett lämpligt medel för att påverka sysselsättningen i andra delar av näringslivet. När Statens byggnadslånebyrå inrättades 7 juli 1933 var avsikten att det skulle vara ett provisoriskt organ, men 1937 blev det en självständig myndighet.
Statens byggnadslånebyrås långivning till nybyggandet avvecklades efter några år, då bostadsbyggandet kraftigt ökat i tätorterna. Lån till ombyggnad kunde dock fortfarande lämnas. Från 1937 gavs möjlighet att i begränsad omfattning lämna topplån till kooperativt nybyggande. Statens byggnadslånebyrå fick från mitten av 1930-talet nya uppgifter i takt med uppbyggandet av en bostadspolitik som syftade till en allmän förbättring av bostadsförhållandena.
Som ett led i bekämpandet av trångboddheten infördes 1935 statliga lån och bidrag för att främja byggande och tillhandahållandet av billiga hyresbostäder åt "mindre bemedlande barnrika familjer" i städer och stadsliknande samhällen. Med detta stöd byggdes på många håll i landet ofta trevånings smalhus med tvårumslägenheter. Dessa hus kallades barnrikehus eller Myrdalshus. Låne- och bidragsgivningen till barnrika familjer (familjer med minst tre barn under 16 år) utvidgades 1938 till egnahem såväl i städer som på landsbygden. Beslut om statsbidrag till anordnandet av pensionärshem blev från och med 1939 också en uppgift för myndigheten.
Efter krigsutbrottet 1939 minskade bostadsbyggandet kraftigt. För att hejda minskningen, stimulera byggandet och motverka kostnadsökningarnas inverkan på hyror och bostadskostnader, utvidgades den statliga långivningen till nybyggandet. Till nyproduktionen beviljades s.k. tertiärlån och tillsvidare ränte- och amoteringsfria tilläggslån.
Den Bostadssociala utredningen föreslog att en ny myndighet, Bostadsstyrelsen (med länsorgan som skulle kallas länsbostadsnämnder) skulle bildas genom omorganisation av Statens byggnadslånebyrå.
Myndigheten omorganiserades efter beslut av riksdagen i januari 1948 och den 1 juli 1948 bildades Kungl. Bostadsstyrelsen med länsbostadsnämnderna som regionala organ, placerade i varje län.